# فلادو بابيتش
فلادو بابيتش هو سياسي صربي، ولد في 1960. نشط حزبياً في الحزب التقدمي الصربي. وقد انتخب عضو الجمعية الوطنية في صربيا ‏ وقد انضم خلال فترته النيابية ‏ للكتلة البرلمانية الحزب التقدمي الصربي.